# Consejo Nacional Electoral (Colombia)
El Consejo Nacional Electoral (CNE) de Colombia es un organismo autónomo e independiente que hace parte de la Organización Electoral junto a la Registraduría Nacional del Estado Civil, artículo 120 de la Constitución Política de Colombia. El CNE está compuesto por nueve magistrados electos por el Congreso de la República por un periodo de cuatro años, mediante el sistema de cifra repartidora, artículo 264 de la Constitución colombiana. El acto legislativo 03, del 23 de mayo del 2017, y el Auto n.º 499/17 de la Corte Constitucional establecieron la designación transitoria de un delegado de la FARC ante el CNE, que podrá participar en las deliberaciones de esa corporación.
El artículo 335 del Plan Nacional de Desarrollo otorga facultades extraordinarias al presidente de la república para que, dentro de los seis meses siguientes a la expedición de dicha ley de mayo de 2019, adopte la estructura y organización del CNE que le permita su autonomía administrativa y presupuestal.

## Misión
Regular, inspeccionar, vigilar y controlar toda la actividad electoral de las agrupaciones políticas y sus candidatos; ejercer vigilancia y control de la organización electoral y velar por el desarrollo de los procesos electorales en condiciones de plenas garantías.

## Visión
El Consejo Nacional Electoral será la corporación modelo en el continente para las organizaciones electorales por su transparencia y eficacia en la regulación, inspección, vigilancia y control en las entidades electorales, estando siempre a la vanguardia en procesos de normatividad, conceptos y tecnología del sistema electoral.

## Objetivos y Funciones especiales
Impulsar decididamente la eficiencia y eficacia del sistema electoral en nuestro país para garantizar la participación equitativa y soberana de todos los colombianos en áreas de un incremento sostenible en términos de modernidad, agilidad y transparencia de los eventos electorales, garantizando la calidad de nuestros servicios, la transparencia en las actuaciones y la autonomía e independencia de la corporación.  https://www.cne.gov.co/la-entidad/acerca-del-cne

## Reseña histórica
El primer organismo electoral de carácter nacional, con funciones escrutadoras en todo el territorio colombiano, para presidente y vicepresidente de la república, fue creado por la Ley 7.ª, del 31 de enero de 1888, y se denominó Gran Consejo Electoral.
Estaba compuesto por seis miembros nombrados así: dos por el Senado, dos por la Cámara de Representantes y dos por el presidente de la república, con sus respectivos suplentes, para períodos de un año.
En 1892 el Gran Consejo Electoral sufre una modificación: el Consejo de Estado reemplaza al presidente de la república en su función de nominar a dos de sus integrantes.
En 1905, el Congreso relevó al Gran Consejo Electoral de la tarea de escrutar los votos y declarar la elección de presidente de la república. En la misma decisión del Congreso se abolió el cargo de vicepresidente y el derecho al voto popular directo para elección de primer magistrado.
Luego, mediante el acto legislativo número 1, del 28 de mayo de 1910, se revivió el Gran Consejo Electoral, conformado por nueve miembros: cinco elegidos por la Cámara de Representantes y cuatro por el Senado, con similares funciones al suprimido en 1905. Por este mismo acto legislativo se revivió el voto popular directo para la elección de presidente de la república.
Ampliar información

## Magistrados
Mediante Resolución n.º 3 de 1991, emitida por el mismo organismo, su ente rector se compone de nueve magistrados, los cuales son elegidos por el Congreso de la República por un periodo de cuatro años. El acto legislativo 03, del 23 de mayo del 2017, y el Auto n.º 499/17 de la Corte Constitucional establecieron la designación transitoria de un delegado del partido FARC ante el CNE, que podrá participar en las deliberaciones de esa corporación.
Ver magistrados actuales en https://www.cne.gov.co/la-entidad/magistrados.

## Críticas
Debido a que es el Congreso de la República el que postula y elige a los nueve magistrados del CNE, la institución es criticada por representar y servir a las mayorías políticas del Congreso y por ello organizaciones como la Misión de Observación Electoral (MOE) y Transparencia por Colombia abogan por una reforma al CNE, de modo que este como árbitro de los procesos electorales tenga independencia partidista y neutralidad, y por tanto credibilidad como toda autoridad electoral. El CNE es acusado de inoperancia en la prevención de actos de fraude electoral al no controlar a tiempo la financiación de las campañas políticas y no decidir oportunamente sobre la inhabilidad de candidatos a las elecciones.